# الثلاثة يحبونها (فلم)
الثلاثة يحبونها : فيلم مصري، إنتاج سنة 1965. من إخراج محمود ذو الفقار.

## الممثلين
- سعاد حسني: (ايمان)
- حسن يوسف: (كمال)
- ناهد شريف: (ليلى)
- يوسف شعبان: (عصام)
- يوسف فخر الدين: (عادل)

## وصلة خارجية
- مقالات تستعمل روابط فنية بلا صلة مع ويكي بيانات

صفحة الفيلم على موقع قاعدة بيانات الأفلام العربية.